# The Straits Times
The Straits Times là một nhật báo khổ rộng tiếng Anh, được xuất bản tại Singapore, có chủ sở hữu là Singapore Press Holdings (SPH). Đây là tờ báo lâu đời nhất và cũng có doanh số bán cao nhất nước, trong đó ấn bản chủ nhật Sunday Times có lượng lưu hành đến gần 365.000 bản.

## Lịch sử
The Straits Times khởi đầu vào ngày 15 tháng 7 năm 1845 với tên gọi The Straits times and Singapore journal of commerce, trong buổi đầu Singapore nằm dưới sự cai trị của thực dân Anh. Cũng có thể xem báo này là tờ báo tiếp nối của một số báo khác thời đó, chẳng hạn Singapore Chronicle. Sau khi Singapore tách ra khỏi Malaysia vào ngày 9 tháng 8 năm 1965, báo The Straits Times tập trung hơn vào bản thân đảo Singapore, dẫn đến sự ra đời của báo New Straits Times ở Malaysia dành cho độc giả nước này.
Ngoài The Straits Times, SPH còn xuất bản hai nhật báo tiếng Anh khác là The Business Times (khổ rộng) và The New Paper (khổ nhỏ). The Straits Times là thành viên của Mạng Tin tức châu Á (Asia News Network).